# Drymeia grapsopoda
Drymeia grapsopoda är en tvåvingeart som beskrevs av Xue och Cao 1989. Drymeia grapsopoda ingår i släktet Drymeia och familjen husflugor. Inga underarter finns listade i Catalogue of Life.